# World of Warcraft: Battle for Azeroth
World of Warcraft: Battle for Azeroth је Blizzard Entertainment-ова седма експанзија за ММОРПГ игру World of Warcraft која је најављена на BlizzCon-у 2017, 3. новембра 2017. године. Ово је прва експанзија која је омогућена за играње широм света у исто време, 14. августа 2018. године.
Ова експанзија повећава постојећи максимални ниво од 110 до 120, експанзија укључује две нове регије Kul Tiras и Zandalar као и четири нове расе савезника, две за Алијансу као и две за Хорду, нове тамнице за 5 људи (енгл. '5-man dungeon') као и нове рејдове (енгл. 'Raid').

## Гемплеј
Експанзија дозвољава играчима да повећају ниво свог карактера на 120-ти, повећање са максималног нивоа 110-тог из експанзије World of Warcraft: Legion. Верзија 8.0 садржи 10 нових тамница за 5 људи (енгл. '5-man dungeon') као и први рејд Uldir, (енгл. Raid) који је постао доступан мало након што је објављена ова експанзија. Када је најављена игра максмимални број карактера који један кориснички профил може да има се повећао са 12 на 16 али када је експанзија пуштена у продају повећали су опет овај број на 18 зато што се током ове експанзије могу откључати још по 2 расе за обе фракције. 

### Промене у гемплеју
У овој експанзији су статистике карактера као и објекти који користе добили су смањење у бројевима који се користе у игри, нпр. легендарна оружја која су се користила у претходној експанзији ниво им се смањио са 1000 на 250. Уникатне моћи која свака раса има су се вратили у овој експанзији.

### Срце Азерота
Срце Азерота је нови аритфакт који садржи душу света Азерота дат нам је од стране Магнија Риђобрадог. То је огрлица која може да користи Азерит, крв титана Азерота, која оснажује карактера који је носи. Ова механика је јако слична оној која је коришћена у претходној експанзији када су играчи прикупљали моћи артефакта како би их ојачали. Срце Азерота се разликује по томе што сваки играч има само једну огрлицу и прикупља Азерит само за њу док је артефакта било више и морали сте да бирате који ће те артефакт да ојачавате. Азерит се прикупља тако што се налази свуда по свету, добијате га као награду када успешно завршите одређене мисије које сте добили као и у тамницама као и рејдовима. Уз помоћ ове огрлице можете унапредити шлем, оклоп за рамена као и за торзо. Ова унапређења важе за све класе.

### Расе савезника
Ове расе су до сада биле неутралне међутим у овој експанзији су омогућене за игру. Четири ове расе можете играти одмах након куповине ове експанзије, док током играња можете откључати још четири.
Алијанса може да откључа мрачне вилењаке (енгл. Void elves ) које предводи Алериа Виндранер, просветљене драинеие (енгл. Lightforged Draeinei ) ветеране светлосне армије уз које смо се борили против демона у претходној експанзији, мрачне патуљке  (енгл. Dark Iron Dwarfs ) рођаке патуљака из Ајронфорџа, Кул Тиран људе (енгл. Kul Tirans ) који су јачи, већи од обичних људи коју су досад били у игри.
Хорда може да откључа најтборн вилењаке (енгл. Nightborne ) из Сурамара, таурене са планина (енгл. Highmountain tauren ) који су део Мулгор клана, Магхар оркове (енгл. Mag'har orcs ) који су преживели оркове који су представљени у експанзији World of Warcraft: Warlords of Draenor, Зандалари тролове  (енгл. Zandalari trolls) првобитне и најстарије тролове.

### Ратни Фронтови
Ово је нова форма 20 играча PvE садржаја. Слично је досадашним battlegrounds садржајима само што је сада већи фокус на прављење базе, напада и контролисање непријатељске територије као и контрола ресурса. Ратни фронтови неће константно бити активни већ ће бити део наративне приче. Нови мод је убачен у верзији игре 8.2 који се зове Херојски Фронтови.

### Експедиције острва
Слично као и у Mist of Pandaria, сценарио за 3 играча, експедиције осртва је форма новог садржаја за 3 играча који представља динамичне изазове у којима ће се играчи борити против чудовишта која се налазе на острвима или против играча супротне фракције како би присвојили Азерит за своју фракцију.

## Радња

### Рат Трнова
На крају Legion-а титан Саргерас је заробљен али тек након што је забио свој мач у планету Азерот. Не само да је ово нанело огромну штету већ је и уништило читаву зону Силитус као и нанело огромну рану титану Азероту. Хероји су успели да отклоне што већу штету (тако што су жртвовали своје артефакте) планета је и даље рањена и почела је испушта крв која се зове Азерит која садржи велику магијску моћ. Хордин вођа Силванас Виндранер је покушала да потврдити своју моћ на Калимдору као и да заузме монопол над Азеритом(који се већим делом налази на јужној страни континента). Њена кампања је отпочела догађаје пред експанзију и завршила се уништавањем скоро целокупног упоришта Ноћних вилењака на Калимдору као и тоталним уништењем њиховог главног града Дарнсуса.

### Битка за Лордерон
Након овога Алијанса напада упориште Хорде на Источним краљевствима, Силванину кућну базу Андерсити која је претходно била људско краљевство Лордерон. Успели су да истерају Хорду из овог упоришта али пре него што га је Силванас напустила бачве пуне токсина и болести су експодирали тако да овај простор више није могуће населити. Овом тактиком Хорда је освојила пуну контролу на Калимдором док Алијанса има скоро потпуну контролу над Источним краљевствима. Неизбежзним даљим конфликтом, Battle for Azeroth води ове две фракције на континенте Кул Тирас и Зандалар да регрутују нове савезнике како би преокренули плиме рата.

### Битка за Дазарлор
Хорда је ступила у контакт са троловским краљем Растаканом како би добили његову легендарну златну флоту коју би искористили против Алијансе. Како би се то остварило Хорда помаже Растакану да поврати контролу над континентом. Током њихових авантура Хорда открије приче о непознатом бићу Гхуну вештачом старом богу кога су направили титани и коме се сада клањају крвави тролови. Крвави тролови хоће да ослободе Гхуна из затвора Улдир тако да би они владали Азеротом. Крвави тролови оживе хероја Гхуна C'thrax Mythrax који жели да уништи речат на Улдиру. Растаканов видовњак Зул се открије као вођа крвавих тролова и издаје крања Растакана и наређује C'thrax Mythrax да уништи печат пре него што га униште играчи Хорде. Зул такође умире и моћ Гхуна почиње да цури кроз Улдир. Хероји Алијансе и Хорде се упуте ка Улдиру и уништавају Зула и Гхуна. Након што је претња од стране Гхуна уништена Алијанса и Хорде враћају свој фокус на рат. Алијанса напада престоницу тролова како би уништила златну флоту пре него што је Хорда може искористити. Током напада на престоницу Алијанса уништава флоту и убија краља Растакана. Изнервирани краљевом смрћу Хорда лансира против напад и опасно ране вође Алијансе.

### Битка за Даркшор
Вође вилењака постају нестрпљиви у жељи да ослободе свој дом покрећу своју офанзиву упркос наређењима краља Андуина да то не раде. Како би повећали своје шансе главна свештеница постаје аватар за Елунин најбеснији ратни аспект. и постаје Ноћни ратник. Силванас како би покушала да контролише ову нову насталу ситуацију подиже из мртвих вилењаке који су пали у борви током рата трнова. 
Док се боре за Даркшор, Алијанса и Хорда су зачуђени када чују да је врховни вођа хорде орк Саурфенг побегао из затвора у којем је био заробљен током напада на Лордерон. Силванас шаље следбенике да га спаси. Испоставља се да су ови следбеници заправо убице послате да га убију зато што Силванас сумња да се орк удружио са Алијансом. Хорда се сада дели на два дела и играчи Хорде могу да изаберу да ли ће помоћи Саурфенгу и упозорити га или ће стати уз Силванас.

### Визије Н Зота
Следбеници старог бога су успели да га ослободе и сада се Алијанса и Хорда морају удружити како би га уништили и тренутно обустављају рат. Н Зот је након ослобађања подигао свој стари град Н Јалоту и тако се стационирао како би повратио своје мрачно царство. Алијанса и Хорда након дуге припреме нападају град Н Јалоту и тако успеју да нападну Н Зота. Међутим он је прејак и постане јако близу да освоји цео Азерот за себе и да поквари и присвоји себи хероје Хорде и Алијансе. У последњим моментима Титан Азерот испуњава хероје својом моћи и помаже да им да једном за свагда униште Н Зота као и његово царство.

### Земља Сенки
Током свега овога Силванас је побегла и хордом сада управља члански савет а не један вођа. Силванас одлази у Icecrown напада Lich Kinga заробљава га и узима његову кацигу, Уместо да је стави на своју главу и постане владар не мртвих она је поломи на пола, због чега се небо изнад цитаделе поломи и прикаже портал ка земљи сенки, земљи мртвих.

## Поставка
Експанзија се одмах наставља након дешавања Legion-a. Два нова континента су додата на између континета Калимдора и Источних краљевства: Кул Тирас, једно од великих краљевства људи, и Зандалар, родно место тролова. Алијанса и Хорда путуја на ова острва, Алијанса код људи а Хорда код тролова, играчи ће моћи оба континента истраживати након што достигну 120. ниво. 

### Кул Тирас
Људска нација Кул Тираса је примарна локација Алијансе у овој експанзији. Подељен је на 3 зоне: Tiragarde Sound (где се налази и престоница под именом Боралус), Drustvar, и Stormsong Valley.

### Зандалар
Краљевство тролова је примарна локација Хорде у овој експанзији. Као и Кул Тирас подељено је на 3 зоне: Zuldazar (где се налази и престоница Дазарлор), Nazmir, and Vol'dun.

## Развој
Eкспанзија је најављена на BlizzCon 2017, 3.Новембра 2017. године . Battle for Azeroth је почео алфа тестириње Фебруара 2018. године. Јавна бета верзија је била доступна пред крај Aprilа 2018. године. Blizzard је открио датум објављивања  5. Aprilа 2018. године уз колекционарску едицију.

## Продаја
Експанзија је продала преко 3,4 милиона копија дана када је пуштена у продају, и освојила је титулу најбрже продаване World of Warcraft експанзије.
| Година | Награда                                               | Категорија                    | Резултат   | Референца |
| ------ | ----------------------------------------------------- | ----------------------------- | ---------- | --------- |
| 2018   | Gamers' Choice Awards                                 | Омиљени MMORPG фанова         | Освојена   | [ 12 ]    |
| 2019   | National Academy of Video Game Trade Reviewers Awards | Најбољи дијалог               | Номинована | [ 13 ]    |
| 2020   | Best Cinematic Cutscene Audio (Patch 8.25)            | Најбољи звук током синематика | Номинована | [ 14 ]    |